# Bisdom Jullundur
Het bisdom Jullundur (Latijn: Dioecesis Iullundurensis) is een rooms-katholiek bisdom met als zetel Jalandhar (ook wel Jullundur genoemd), in India. Het bisdom is suffragaan aan het aartsbisdom Delhi. 

## Geschiedenis
Het bisdom werd opgericht op 17 januari 1952, als de apostolische prefectuur Jullundur, uit delen van het bisdom Lahore, en was suffragaan aan het aartsbisdom Delhi. Op 6 december 1971 werd het verheven tot bisdom.

## Parochies
Het bisdom had in 2021 een oppervlakte van 51.120 km2 en telde 30.451.858 inwoners waarvan 0,4% rooms-katholiek was.

## Ordinarii

### Prefecten
- Alban Francis Swarbrick (31 oktober 1952 - 1971)

### Bisschoppen
- Symphorian Thomas Keeprath (6 december 1971 - 24 februari 2007)
- Anil Joseph Thomas Couto (24 februari 2007 - 30 november 2012)
- Franco Mulakkal (13 juni 2013 - 1 juni 2023)
  - Agnelo Rufino Gracias (apostolisch administrator: 20 september 2018 - heden)

## Rechtszaak tegen bisschop Mulakkal sinds 2018
In 2018 werd bisschop Franco Mulakkal beschuldigd van het herhaald verkrachten van een non in de periode 2014-2016. Mulakkal werd gearresteerd, maar kwam vrij op borg. Mulakkal gaf aan dat de beschuldiging een verzinsel is, om wraak te nemen op hem, omdat de non uit haar functie als moeder-overste is gezet. Mulakkal ging naar aanleiding van de beschuldiging met verlof en paus Franciscus benoemde een apostolisch administrator sede plena et ad nutum Sanctae Sedis. In 2022 werd Mulakkal vrijgesproken bij gebrek aan bewijs, echter het openbaar ministerie en de non gingen in hoger beroep. In 2023 trad Mulakkal terug als bisschop van Jullundur.
Delhi (aartsbisdom) · Jammu-Srinagar · Jullundur · Simla-Chandigarh